# Lucas Pellas
Lucas Pellas (ur. 28 sierpnia 1995 w Sztokholmie) – szwedzki piłkarz ręczny występujący na pozycji lewego skrzydłowego w Montpellier HB.
Uczestnik Mistrzostw Europy w Piłce Ręcznej Mężczyzn 2020 rozgrywanych w Szwecji oraz Mistrzostw Świata w Piłce Ręcznej Mężczyzn 2021 rozgrywanych w Egipcie.